# Živočichové
Živočichové (Metazoa, Animalia) je říše mnohobuněčných heterotrofních organismů, které se již na buněčné úrovni odlišují od rostlin a hub. Jejich buňky nemají plastidy ani buněčnou stěnu. Jsou dnes řazeni do skupiny Opisthokonta spolu s houbami a některými prvoky. Říše živočichů je v dnešním pojetí totožná se svou bývalou podříší „mnohobuněční“ (Metazoa), nezahrnuje tedy žádné prvoky. Skupina Myxozoa je jednobuněčná sekundárně v důsledku parazitického způsobu života, patří ale do pravých Metazoa – předpokládá se její příbuznost s žahavci.

## Popis
Jako živočichové v širším slova smyslu (Holozoa) je označována skupina Metazoa, o které pojednává tento článek, rozšířená o její některé jednobuněčné příbuzné (konkrétně o parafyletickou skupinu trubének (Choanozoa). Tvarová diverzita (rozmanitost tělních plánů) metazoí se vyvinula relativně velmi brzy v jejich evoluci.
Jako heterotrofní organismy jsou živočichové závislí na autotrofních organismech, především na rostlinách. Někteří živočichové žijí v symbióze s autotrofními jednobuněčnými organismy, které jim poskytují potravu. Přibližně třetina kmenů má parazitické zástupce, některé kmeny jsou výhradně parazitické.
V živočišném těle často dochází ke značné specializaci jednotlivých částí (tkáně, orgány). Houbovci (Porifera) a vločkovci (Placozoa) pravé tkáně nemají a jejich buňky jsou do jisté míry schopné autonomie, to však neznamená, že jsou fylogeneticky nejpůvodnější. Stavba těla houbovců připomíná v mnoha aspektech kolonie některých trubének. Tkáně a orgány živočichů lze pak přiřadit dvěma základním zárodečným listům – vnějšímu ektodermu a vnitřního entodermu; u vývojově pokročilejších bilaterií k nim přibývá střední mezoderm (může mít ektodermální nebo entodermální původ) a některé studie považují za další zárodečný list obratlovců neurální lištu (s ektodermálním původem).
Je známo přes 35 kmenů mnohobuněčných. Zhruba polovina je výhradně mořských, všechny kmeny kromě drápkovců (Onychophora) mají i vodní zástupce. Všechny kmeny, včetně drápkovců, však vznikly v moři.
Podle fosilních záznamů existují trojlistí živočichové (Bilateria) na Zemi již přinejmenším 585 miliónů let. V případě, že by se prokázala příslušnost části ediakarské „fauny“ k trojlistým živočichům, existují i fosilní záznamy staré přibližně 610 miliónů let. U dvojlistých živočichů je problém s fosilizací (neexistence pevných schránek, neexistence stop pohybu po dně moří) a přiřazení fosílií je spekulativnější. Úplně nejstarší známý nález fosilií, které by mohly být řazeny k živočichům (konkrétně k primitivním houbovcům) pochází z hornin 665 miliónů let starých. Mohli se však už formovat před 800 milióny let. Tou dobou také vzrostla koncentrace mědi, která je důležitým článkem v procesu dýchání (cytochrom c oxidáza).
Největším známým živočichem (z hlediska hmotnosti) je kytovec plejtvák obrovský (dosahující hmotnosti i přes 170 tun), ze suchozemských živočichů pak někteří sauropodní dinosauři, jako byl například asi 37 metrů dlouhý a kolem 75 tun vážící druh Argentinosaurus huinculensis.

## Systém živočichů
- Systém živočichů je zpracován podle knihy Jana Zrzavého Fylogeneze živočišné říše[9] a upraven podle pozdějších objevů.
- Taxon kmen se v následujícím přehledu používá zpravidla v tradičním smyslu; některé studie se mohou lišit v tom, že za kmen považují nadřazené úrovně, uvedené bez taxonomického ranku.
- Neuvádí se kmen Salinely (Monoblastozoa), považovaný dnes za hypotetický, neboť jediného popsaného zástupce se nepodařilo nikdy opakovaně nalézt.

Mnohobuněčné živočichy můžeme zjednodušeně rozdělit na dvě skupiny – „dvojlisté“ a trojlisté. Trojlistí jsou pak tvořeni živočichy s dvoustrannou symetrií a proto v současnosti nazýváni spíše Bilateria.

### „Dvojlistí“
Skupina dvojlistých živočichů je nepřirozená (parafyletická), neboť zahrnuje různé postupně se odvětvující vývojové linie, nemající společného předka, který by zároveň nebyl předkem trojlistých.
„Dvojlistí“ (Diblastica syn. Diploblasta, též Radiata), syn. láčkovci 
- Kmen: Žebernatky (Ctenophora)
- Kmen: Houbovci (Porifera)
- Parahoxozoa
  - Kmen: Vločkovci (Placozoa)
  - Kmen: Žahavci (Cnidaria) (včetně druhotně zjednodušených výtrusenek (Myxozoa), dříve považovaných za samostatný kmen)
  - (+ Bilateria / trojlistí (viz níže))

#### Současné představy o fylogenezi
Dlouhou dobu byli za fylogeneticky nejbazálnější skupinu živočichů považováni houbovci (Porifera), též zvaní (živočišné) houby. Bylo to kvůli primitivní stavbě jejich těl, připomínající často pouhou kolonii a nepravou tkáň. Zbylé skupiny živočichů (s výjimkou vločkovci s nejistým postavením, často řazených s houbovci do skupiny Parazoa) pak byly považovány za přirozenou skupinu a nazývány tkáňovci (Eumetazoa či Histozoa).
Pozdější analýzy nejprve ukázaly nepřirozenost houbovců. S revolučním zjištěním pak přišly některé studie po r. 2008, které na základě molekulární analýzy označily za nejbazálnější skupinu živočichů žebernatky. To znamenalo ztrátu přirozenosti tkáňovců. Ačkoli se objevily i studie potvrzující bazálnost houbovců (jedna z nich dokonce rehabilitovala jako přirozené celé „dvojlisté“), poslední studie publikované v prestižních recenzovaných odborných časopisech potvrzují bazální postavení žebernatek, ba naznačují i možnost, že neurony a dokonce i některé typicky mezodermální buňky (svalové buňky) mohly mít fylogenetický základ již u nejpůvodnějších živočichů a u některých skupin (houbovci, vločkovci) mohly být druhotně ztraceny (variantou je nezávislý vznik jejich obdoby u žebernatek). Proto je také název „dvojlistí“ uváděn v uvozovkách. Poslední studie se shodují i na tom, že po žebernatkách se odštěpili houbovci (možná v několika větvích), poté vločkovci a až následně se oddělily linie žahavců a bilaterií.

### Bilateria / trojlistí
Trojlistí (Bilateria syn. Bilateralia, zast. Triblastica syn. Triploblastica) se dělí na dvě velké linie – prvoústé (Protostomia) a druhoústé (Deuterostomia).

#### Prvoústí (Protostomia)
Prvoústí se dělí na dvě velké přirozené skupiny – Lophotrochozoa a Ecdysozoa, pouze mechovci jsou bazální skupina.
- Kmen: mechovci (Ectoprocta = Bryozoa)

Lophotrochozoa syn. Spiralia
- Kmen: Ploutvenky (Chaetognatha)
- Kmen: Lilijicovci (Myzostomida)[pozn. 7]
- Morulovci syn. moruškovci (Mesozoa)
  - Kmen: Sépiovky (Rhombozoa)
  - Kmen: Plazmodiovky (Orthonectida)
- Platyzoa[pozn. 8]
  - Rouphozoa[19][pozn. 9]
    - Kmen: Ploštěnci (Platyhelminthes)
    - Kmen: Břichobrvky (Gastrotricha)

  - Kamptozoa[21]
    - Kmen: Mechovnatci (Entoprocta)
    - Kmen: Vířníkovci (Cycliophora)

  - Čelistovci (Gnathifera)[21]
    - Kmen: Čelistovky (Gnathostomulida)
    - Kmen: Oknozubky (Micrognathozoa)
    - Syndermata
      - Kmen: Vířníci (Rotifera)
      - Kmen: Vrtejši (Acanthocephala)
      - Kmen: Žábrovci (Seisonida)
- Kmen: Pásnice (Nemertini = Nemertea)
- Kmen: Kroužkovci (Annelida) (včetně vláknonošců (Pogonophora), rypohlavců (Echiura) a sumýšovců (Sipunculida), dříve často považovaných za samostatné kmeny)[22]
- Kmen: Měkkýši (Mollusca)
- Brachiozoa
  - Kmen: Ramenonožci (Brachiopoda)
  - Kmen: Chapadlovky (Phoronida)

Ecdysozoa 
- Chobotovci (Scalidophora)
  - Kmen: Hlavatci (Priapulida)
  - Kmen: Rypečky (Kinorhyncha)
  - Kmen: Korzetky (Loricifera)
- Nematoida
  - Kmen: Strunovci (Nematomorpha)
  - Kmen: Hlístice (Nematoda)
- Panarthropoda
  - Kmen: Drápkovci (Onychophora)
  - Kmen: Želvušky (Tardigrada)
  - Kmen: Členovci (Arthropoda)

#### Druhoústí
Je pravděpodobné, že na bázi všech druhoústých živočichů (Deuterostomia) jsou strunatci. Zbytek tvoří linie vedoucí k praploštěncům a mlžojedům a její sesterská skupina Ambulacraria, která se dělí na polostrunatce a ostnokožce.
- Kmen: Strunatci (Chordata)
  - Podkmen: Pláštěnci (Urochordata = Tunicata)
  - Podkmen: Bezlebeční (Acrania = Cephalochordata)
  - Podkmen: Obratlovci v širším smyslu syn. lebečnatí (Craniata)[pozn. 10]
- Xenacoelomorpha[24]
  - Kmen: Mlžojedi (Xenoturbellida)
  - Kmen: Praploštěnci (Acoelomorpha)
- Ambulacraria
  - Kmen: Ostnokožci (Echinodermata)
  - Kmen: Polostrunatci (Hemichordata)

## Živočichové a člověk
Člověk je kategorizován jako živočich. Rozdíly jako sebeuvědomění či schopnost se vcítit nejsou totiž výhradně lidské vlastnosti. I další živočichové mají rituály.
Slovo živočich je užívané převážně v odborném stylu. V obecné mluvě se pro živočichy, vyjma člověka, obvykle užívá slovo zvíře, případně zvířátko, jako hromadné jméno pro zvířectvo se užívá též pojem fauna. Obsah těchto slov není ostře vymezen, běžně se jím označují větší živočichové, zpravidla obratlovci, někdy jím bývá označen i například hmyz. Některé druhy větších savců a ptáků žijící ve volné přírodě se označují také slovem zvěř.
Kromě biologického popisu a třídění jsou živočichové pojmenováváni a popisováni také podle svého vztahu k člověku nebo přírodě, podle svých projevů, funkcí a způsobů využívání. Nutno ovšem říci, že takováto hodnocení zpravidla nelze považovat za objektivní a obecně platná, neboť jsou „nestabilní v čase i prostoru“. Zatímco někde je zvíře užitečné, může být jinde škodlivé, totéž platí i pro jedno místo (oblast) v různých časech. Také závisí na úhlu pohledu – zvíře může být zároveň užitečné, nebezpečné, chovné i neužitkové (např. psa lze zařadit do všech těchto kategorií), a to fakticky i dle úhlu pohledu posuzovatele (např. ledňáček může být považován za přirozeného nepřítele plevelných ryb – takže je užitečný, i za příležitostného vykradače sádek – takže je škodlivý). Medvěd může být shledán efektivním likvidátorem mršin (užitečný), ale též nebezpečnou šelmou (nebezpečný) a vykradačem úlů (škodlivý). Toto dělení tedy vychází z hlediska bezprostřední lidské užitečnosti a je používáno především myslivci, rybáři, zemědělci apod.
Nebezpečná zvířata – zvířata ohrožující přímo život nebo zdraví
- člověku nebezpečné šelmy (lev, tygr, medvěd, vlk), jedovatá zvířata (např. někteří hadi, žahavci, bodavý hmyz) a podobně

Škodlivá zvířata, škůdci – zvířata ohrožující jiné lidské zájmy, např. zájmy hospodářské (snižují zemědělské, lesnické a rybářské výnosy nebo ničí lidské zásoby či zařízení), ekologické, zdravotní (i když sama nejsou nebezpečná, mohou šířit choroby lidí a užitkových zvířat) apod.
- saranče, plzák, kůrovec, kormorán, myš, bobr, termiti, červotoč, invazní druhy, krysa, klíště, komár

Užitečná zvířata – zvířata, která naopak jiné lidské zájmy (hospodářské, ekologické, emocionální) podporují. U ekologických zájmů jsou to např. zvířata podílející se na redukci škodlivých živočichů a rostlin (např. slunéčko). Významnými skupinami užitečných zvířat jsou:
- Užitková zvířata – zvířata, nebo pro něž má člověk nějaké záměrné využití:
  - hospodářská zvířata – pro výrobu živočišných produktů (maso, vejce, mléko, vlna, med, hedvábí), využití jejich síly (tažná a jezdecká zvířata – kůň, tur domácí, osel, slon, pes, sob, velbloud)
  - užitková domácí zvířata (např. hlídací a lovečtí psi)
  - laboratorní zvířata (např. laboratorní myš, králíci, potkani)
  - zvířata využívaná ve zdravotnictví (např. pijavice, bzučivka, kůň) apod.
- Neužitková domácí zvířata – zvířata chovaná zejména k uspokojení emocionálních potřeb člověka
  - kočka, pes, papoušek, akvarijní ryby apod.
- Chovná zvířata – společné označení plemen užitkových zvířat a neužitkových domácích zvířat, určených pro chov a šlechtění